# ماریون بکر
ماریون بکر (آلمانی: Marion Becker؛ زادهٔ ۲۱ ژانویه ۱۹۵۰) پرتاب‌گر نیزه زن اهل آلمان است.
وی در مسابقات کشوری و بین‌المللی در مجموع برندهٔ ۱ مدال نقره شده‌است.